# Unaprjeđenje prodaje
Unaprjeđenje prodaja je alat integrirane marketinške komunikacije koji je vrlo koristan u današnjem poslovanju, a često se koristi u maloprodaji. Prema američkom udruženju za marketing (AMA) bi se moglo reći da su unaprjeđenje aktivnosti sve radnje, akcije i aktivnosti kojima bi se potakla i stimulirala kupnja od strane potencijalnih, a i prijašnjih kupaca.
Za unaprjeđenje prodaje bi se moglo reći da su izravan poticaj poticaj kupcima koji nudi dodatnu vrijednost ili stvara interes za proizvod kod potrošača, prodavača ili distributera. Iz spomenutih definicija moglo bi se doći do zaključka da unaprjeđenje prodaje ima zacrtan cilj stimulirati i potaknuti kupnju, odnosno ubrzati tijek kretanja proizvoda od proizvođača preko posrednika do kupca odnosno potrošača.

### Načini unaprijeđena prodaja
Neki od načina unaprijeđenja prodaje su:
- Nagradne igre – mogu se provoditi na način da se skuplja neka vrsta vaučera i kupona, skupljanje čepova, sličica, markica. Eventualno skupljanje dijelova parkiranja ili omota nekog proizvoda. Vrijedi i spomenuti i odgovor na neko zadano pitanje koje je postavljeno na internetu, društvenim mrežama, televiziji, dnevnim novinama, časopisima itd.[2]

- Demonstracije proizvoda – provodi se na način da predstavnici pokazuju i prezentiraju proizvod na unaprijed isplaniranom mjestu (primjerice trgovine, prodajni sajmovi i sl.). Pokazat će proizvod u uporabi i sve njegove prednosti, kako funkcionira i kakve vrijednosti ima, a cilj je privući pažnju potencijalnih i prijašnjih kupaca, odnosno potrošača.[2]

- Cijena – prodavači mogu ponuditi promotivne cijene, dati akciju, ali učestalo. Valjana je strategija i dati malo uvečanu količinu proizvoda na cijenu.[2]